# ルース・ベネディクト
ルース・ベネディクト（Ruth Benedict、1887年6月5日 - 1948年9月17日）は、アメリカ合衆国の文化人類学者。ニューヨーク生まれ。「レイシズム」の語を世に広めたことや、日本文化を記述した『菊と刀』を著したことによって知られる。

## 人物
名門私立女子大学であったヴァッサー大学に学び、最優秀生として1909年に卒業する。その後、ニュースクール・フォー・ソーシャルリサーチの講義で人類学に出会い、1919年からコロンビア大学大学院に入学、フランツ・ボアズに師事する。この間にベネディクト液に名を残した化学者スタンレー・ロシター・ベネディクトと結婚しているが、後に離婚している。教え子であったマーガレット・ミードと恋仲ないし姉妹愛の関係にあった。1930年代の初めまでアン・シングルトン（Anne Singleton）のペンネームで詩文も書いている。
文化人類学者としての主著である『文化の型』（1934年）は、あらゆる人間社会の中で現れてくる行動パターンの形成過程を記述し、文化の相対主義を表現したものであった。専門的な題材を扱ったにもかかわらず、本書は戦前期のアメリカで最も広く読まれた文化人類学の著作となる。執筆期間を通じて、言語学者エドワード・サピーア、精神科医ハリー・スタック・サリヴァンの他、シカゴ学派との交流が深かった。
1936年、コロンビア大学の助教授に昇任すると、アメリカ合衆国が第二次世界大戦に参入するに当たって、アメリカ軍の戦争情報局に招集される。1942年より、対日戦争および占領政策にかかる意思決定を担当する日本班チーフとなる。このときにまとめられた報告書「Japanese Behavior Patterns　(『日本人の行動パターン』)」を基に、「菊と刀」が戦後に執筆された。同時期に、アメリカ軍のために人種的な偏見について学問的な解説を企てた著作も発表している。米軍は、軍事的な効率と関係する人種的に動機付けられた行動に関心を持っていたと言われている。これらの活動を通して、racism（人種主義、人種差別主義）の語を一般に定着させた人物でもある。

## 第二次世界大戦後
1946年、戦時中の調査結果をもとに、代表作『菊と刀』を出版する。
ベネディクトは大戦後もUNESCO設立に関わるなど積極的な活動を続け、1948年にコロンビア大学正教授に任じられた。そしてその2か月後、1948年9月17日、ニューヨークで急死する。

## 著書
- Tales of the Cochiti Indians, (Government Printing Office, 1931年).
- Patterns of Culture, (Houghton Mifflin, 1934年).
  - 尾高京子訳『文化の諸樣式』中央公論社, 1951年
  - 米山俊直訳『文化の型』社会思想社, 1973年、講談社学術文庫，2008年
- Zuni Mythology, (Columbia University Press, 1935年).
- Race: Science and Politics, (Modern Age Books, 1940年).
  - 筒井清忠・寺岡伸悟・筒井清輝訳『人種主義―批判的考察』名古屋大学出版会, 1997年
- Race and Racism, (Routledge, 1942年).
  - 阿部大樹訳『レイシズム』講談社学術文庫, 2020年
- The Chrysanthemum and the Sword: Patterns of Japanese Culture, (Houghton Mifflin, 1946年).チャールズ・イー・タトル出版, 2018年
  - 長谷川松治訳『菊と刀――日本文化の型』社会思想研究会出版部（上・下）, 1948年、改版1971年

現代教養文庫, 新版1984年、講談社学術文庫, 2005年
  - 角田安正訳『菊と刀』光文社古典新訳文庫, 2008年
  - 越智敏之・越智道雄訳『菊と刀-日本文化の型』平凡社ライブラリー, 2013年
- 『日本人の行動パターン』 福井七子訳、NHKブックス、1997年。未公刊のリポート

### 共著
- The Races of Mankind, with Gene Weltfish, (Public Affairs Committee, 1943年).